# Gompholobium baxteri
Gompholobium baxteri är en ärtväxtart som beskrevs av George Bentham. Gompholobium baxteri ingår i släktet Gompholobium och familjen ärtväxter. Inga underarter finns listade i Catalogue of Life.